# Theophil Hansen
Theophil Hansen (teljes nevén: Theophil Edvard Hansen, Koppenhága, 1813. július 13. – Bécs, 1891. február 17.) dán építész, Czigler Győző tanára. Stílusa a görög klasszicizmuson alapult.

## Pályája
Hans Christian Hansen építész (1803 – 1883) testvére és tanítványa volt. Szülővárosában tanulta az építészetet, aztán Olaszországba, majd Görögországba ment. 1846-ban Bécsben telepedett le, ahol számos magánházat épített és az Arzenálban levő fegyvermúzeum építését vezette. 1869-ben főépítészeti tanácsossá, 1884-ben a bécsi képzőművészeti akadémián az építészet tanárává nevezték ki. Az ő tanítványa volt Czigler Győző is.

## Művei
- Athénban ő építette Sina Simon költségén az Akadémia épületét, a Demetrius-házat az Alkotmánytéren, valamint 1870-ben a Zappion konferenciaközpontot, amelyet gyönyörű kertek vesznek körül.
- Számos nevezetes bécsi középület az ő műve, pl. 1872-re épült fel Musikvereinje.

## Források

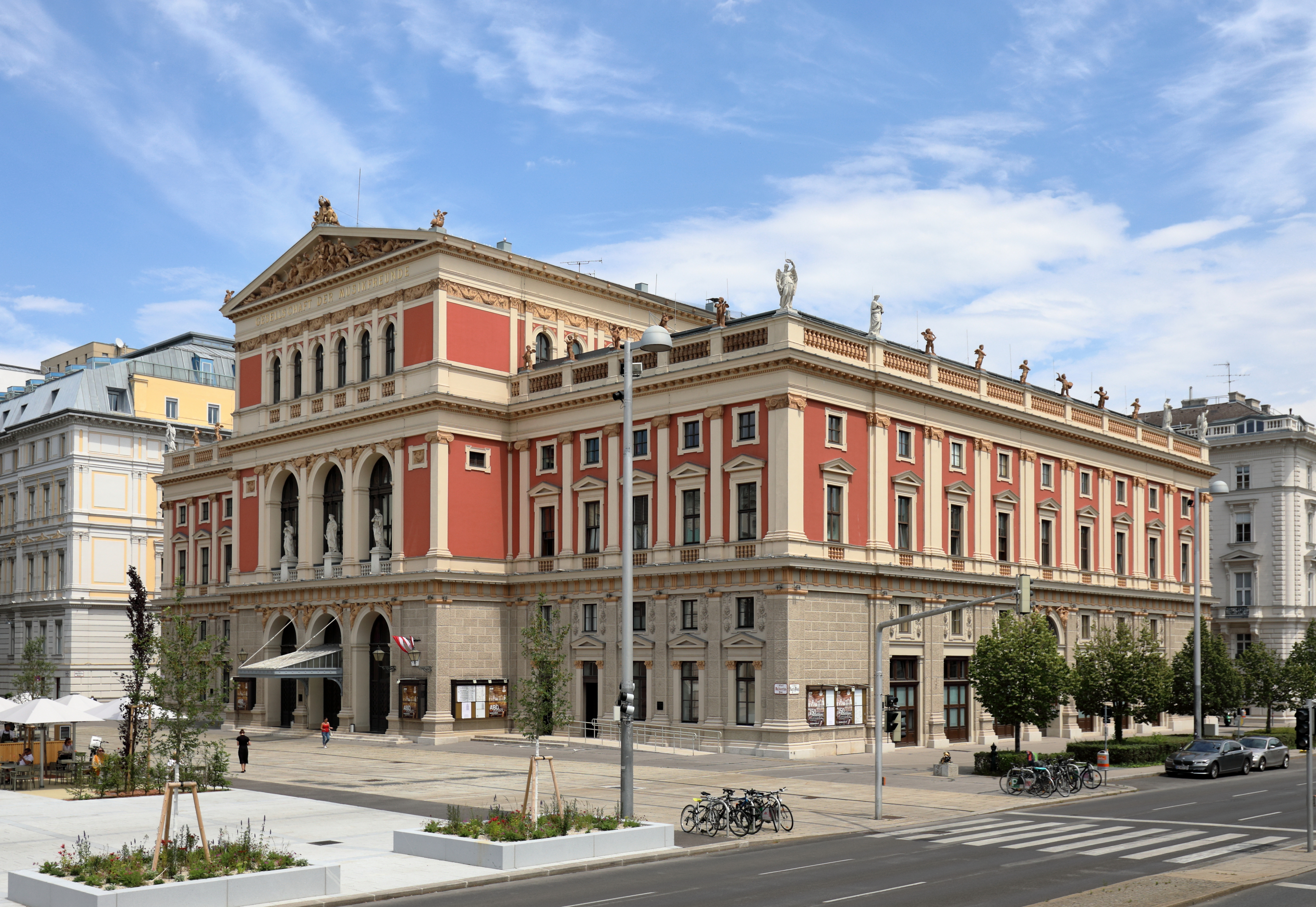
A bécsi Musikverein (1870)